# Тринкунас, Йонас
Йонас Тринкунас (лит. Jonas Trinkūnas; 28 февраля 1939 — 20 января 2014) — литовский этнолог, фольклорист, основатель языческой религиозной общины «Ромува».

## Биография
Родился в 1939 году в Клайпеде. Окончил среднюю школу № 4 Каунаса в 1957 году и факультет литовского языка и литературы Вильнюсского государственного университета в 1965 году. Будучи студентом, основал в университете Общество друзей Индии (лит. Indijos bičulių draugija), где студенты занимались исследованиями индийских ведических традиций и сравнивали их с древними литовскими народными традициями. В 1967 году с друзьями организовал в день летнего солнцестояния Фестиваль святого Йонаса (Расос), после чего обратил на себя внимание властей Литовской ССР и руководства КГБ СССР. В дальнейшем Тринкунас организовывал этнографические группы и фольклорные ансамбли: во время Расоса они зажигали костры, а во время Велинеса (Дня всех святых) зажигали свечи как символ, важный для народа.
В 1969—1973 годах — аспирант филологического факультета Вильнюсского государственного университета. Основал этнографическое общество «Ромува» при Вильнюсском университете, изучая народную культуру и путешествуя по литовским деревням, собирая песни и традиции. Члены его называли себя «путешественниками» (лит. ramuviai, лит. žygeiviai). В 1973 году под давлением КГБ вынужден был уйти из университета, поскольку его деятельность расценили как пропаганду литовского национализма и антисоветизма, а ему было запрещено заниматься научно-исследовательской работой. Вплоть до Перестройки Тринкунас жил в сельской местности, записывая песни, рассказы, традиции и обычаи литовцев, став фольклористом. После начала Перестройки и образования движения «Саюдис» Тринкунас стал работать ассистентом в отделении этики Института философии и социологии. В 1990—1993 годах — заведующий отдела народной культуры Министерства культуры Литвы. С 1994 года — сотрудник Института философии и социологии, отделение этики и этно-социологии. Читал лекции в Вильнюсском педагогическим университете, участвовал в различных международных конференциях, посвящённых возрождению язычества; автор статей в литовских и зарубежных научных изданиях и нескольких книг.
Тринкунас был также членом музыкальной фолк-группы «Kūlgrinda», Общества этнической культуры (лит. Etninės kultūros draugija), Совета по вопросам Малой Литвы, организаций «Дом народа» (лит. Tautos namai) и «Пруса». За время его работы во главе отделения народной культуры Министерства образования и культуры Литвы была налажена не только научно-исследовательская работа в области этнографических и народных ансамблей, вопросов образования в Литовской Республике и изучения народной культуры Малой Литвы и литовцев Калининградской области Российской Федерации, но и издательская работа. Совет по защите народной культуры при Сейме Литвы вместе с Тринкунасом основал премию Йонаса Базанавичюса, присуждаемую за заслуги в исследовании народной культуры и деятельности по её защите — в 1997 году Тринкунас стал сам лауреатом этой премии вместе с Венантасом Мачекусом за заслуги в развитии «Ромувы» (община «Ромува» официально была зарегистрирована в 1992 году).
В 1998 году Тринкунас стал президентом Всемирного конгресса народных религий. Участвовал во встречах в Индии, Австралии и США. Побывал в России на семинаре «Древнейшие верования балтов и славян: схождения, параллели, различия», где выступил с призывом к языческим общинам не идти в политику, дабы не устраивать международных скандалов. С 2002 года и до конца своих дней — кривэ (верховный жрец) общины «Ромува» под именем Яунюс (лит. Jaunius, «молодой»). В 2013 году награждён орденом Великого князя Литовского Гядиминаса по указу президента Литвы Дали Грибаускайте как «активный организатор антисоветской агитации и региональных исследований, распространитель подпольной религиозной и национальной литературы».
Жена Йонаса — Иния Тринкуниене, также этнолог и этнограф. В браке родились пятеро детей — Жемина, Римгайле, Ветра, Угне и Индре. В 2014 году незадолго до кончины Йонас дописал последнюю в своей жизни песню для альбома группы «Kūlgrinda». Похоронен на кладбище Рокантишкес.